# آبشار سیلورترد
آبشار سیلورترد (به انگلیسی: Silverthread Falls) آبشاری است که در پنسیلوانیا واقع شده و ارتفاع کلی ریزشگاه آن ۲۴٫۳ متر است.